# The Knife (альбом)
| Оценки критиков | Оценки критиков |
| Источник        | Оценка          |
| --------------- | --------------- |
| Allmusic        | [ 1 ]           |
| Pitchfork Media | 6.3/10          |

The Knife — одноимённый дебютный студийный альбом шведского электронного музыкального дуэта The Knife, выпущенный на лейбле Rabid Records 5 февраля 2001 года. Запись альбома началась ещё летом 1999 года в доме, расположенном на острове Чёрн. В дальнейшем дуэт записывал его в своих квартирах в Гётеборге и Стокгольме, а также в репетиционной базе, находящейся в пригороде Стокгольма Хёкарэнгене.
Альбом был выпущен 31 октября 2006 года в США на лейбле Mute Records, равно как и последующий альбом группы — Deep Cuts.

## Список композиций
Слова и музыка всех песен — The Knife.
| №   | Название            | Длительность |
| --- | ------------------- | ------------ |
| 1.  | «Neon»              | 4:07         |
| 2.  | «Lasagna»           | 5:07         |
| 3.  | «Kino»              | 3:13         |
| 4.  | «I Just Had to Die» | 4:34         |
| 5.  | «I Take Time»       | 3:04         |
| 6.  | «Parade»            | 3:50         |
| 7.  | «Zapata»            | 4:10         |
| 8.  | «Bird»              | 4:34         |
| 9.  | «N.Y. Hotel»        | 2:47         |
| 10. | «A Lung»            | 3:26         |
| 11. | «Reindeer»          | 7:11         |

| №   | Название                | Длительность |
| --- | ----------------------- | ------------ |
| 12. | «High School Poem»      | 1:23         |
| 13. | «Hannah's Conscious»    | 3:43         |
| 14. | «Vegetarian Restaurant» | 2:33         |

## The Knife 10"
23 февраля 2004 года в Великобритании ограниченным тиражом вышел мини-альбом The Knife в десятидюймовом формате. Список композиций был следующим:
A1. «Kino»
A2. «Bird»
B1. «N.Y. Hotel»
B2. «High School Poem»

## Участники записи
Сведения взяты из буклета альбома.
- The Knife — аккордеон, акустическая гитара, альт-саксофон, бас-гитара, дизайн обложки, драм-машина, электрогитара, инженерия, микширование, орган, производство, семплы, синтезатор
- Карин Дрейер Андерссон — вокал
- Хенрик Юнссон — мастеринг
- Альбин Линдблад — ладоши

## История релиза
| Страна         | Дата релиза     | Лейбл          |
| -------------- | --------------- | -------------- |
| Швеция         | 5 февраля 2001  | Rabid Records  |
| Великобритания | 8 марта 2004    | Rabid Records  |
| Великобритания | 28 августа 2006 | Brille Records |
| США            | 31 октября 2006 | Mute Records   |
| Германия       | 19 января 2007  | V2 Records     |